# 段慧琳
段慧琳（Windy Duan）台灣女性主持人、作家。生於台灣桃園，但幼童至大學時期以台北木柵為主要成長環境。畢業於國立政治大學俄國語文學系。2007年加入交通電視台，以路況主播身分入行，之後陸續主持談話性、生活風格類節目。因主持風格陽光、開朗，近期主持重心以旅遊、行腳類外景節目為主。為民視旗下之主持人。2011年段慧琳出版第一本著作《小小站，停一下》，躋身旅遊作家之列，並不時發表文章於網路、平面媒體。

## 經歷
段慧琳畢業於國立政治大學俄語系（今斯拉夫語文學系）。就學期間曾擔任校內電台政大之聲的節目主持人，開啟她對傳播媒體的認知與興趣。畢業後，曾任職於活動公關公司、雜誌市場行銷。2007年被民視數位頻道交通電視台發掘，成為電視主持人、路況主播。除播報新聞路況之外，亦曾擔任世界羽球錦標賽、國標舞大賽等賽事轉播主持人。較為人注目的是在2009、2011這兩年擔任「環法自行車大賽 (Tour de France)」主播，成為台灣第一個轉播國際環法賽事的女主持人。
2008年段慧琳接下第一個外景節目《民宿共和國》(與江峰共同主持)，開啟其外景經歷，之後亦陸續主持行腳節目《鐵馬瘋台灣》、《Go Go Taiwan》等旅遊節目。
段慧琳同時也兼具作家身份，作品皆以旅遊類型為主，並以熱愛環島著稱，每年生日皆會以不同形式安排一趟環島遊程。她也是登山愛好者，曾參與山岳協會辦理的中華民國山域嚮導訓練。私底下她亦經常參加馬拉松路跑賽、鐵人三項比賽等體育活動。

## 個人生活
2015年與交往多年的圈外男友Nick結婚。2016年6月公布懷孕，同年10月產下女兒小松果。

## 節目主持
- 2007/交通電視台FMTV《娛樂星玩意》
- 2007/交通電視台FMTV《非看book》
- 2007/交通電視台FMTV《街頭有搞頭》
- 2007/交通電視台FMTV《香榭大道》
- 2007/交通電視台FMTV《夜未眠Follow me》
- 2008/愛爾達綜合台《鐵馬瘋台灣》
- 2012/民視FTV《Go Go Taiwan》

## 書籍
- 《小小站．停一下：最悠哉的37個鐵道私景點》，時報出版，ISBN 9789571353944，2011年6月27日。
- 《小小站．輕旅行：一個人也好玩的26個鐵道私景點》，時報出版，ISBN 9789571355764，2012年6月18日。
- 《旅行的溫度：30個人情小鎮的私房旅行》，凱特文化，ISBN 9789865882310，2013年8月8日。
- 《轉個彎就到了：給新手的20條台灣登山路線》，啟動文化，ISBN：9789869463140，2017年5月16日。

## 音樂演出
- 2011/ 「微風‧微甜」旅行音樂會-河岸留言

## 外部連結
- 段慧琳的Facebook
- 段慧琳的IG
- 段慧琳的網誌 （页面存档备份，存于）